# Maître du Haut Rhin
Vous lisez un « bon article » labellisé en 2012.
Le Maître du Haut Rhin, ou Maître du Jardin de Paradis de Francfort, est un peintre anonyme du gothique tardif, actif dans la région de la Rhénanie supérieure dans le premier quart du XVe siècle. S'inscrivant dans le courant du gothique international, il doit son nom provisoire à son œuvre la plus célèbre, le Jardin de Paradis, conservée au Städel Museum de Francfort-sur-le-Main en Allemagne.
En l'absence de documentation le concernant, aucune identification définitive n'a jusqu'à présent été possible. Sa localisation dans la région de la Rhénanie supérieure, et plus particulièrement dans la ville de Strasbourg, recueille cependant désormais un large consensus parmi les historiens d'art, même si le corpus de ses œuvres, établi selon des rapprochements techniques et stylistiques, reste discuté — notamment pour distinguer celles de sa main propre de celles de son atelier.

## Localisation

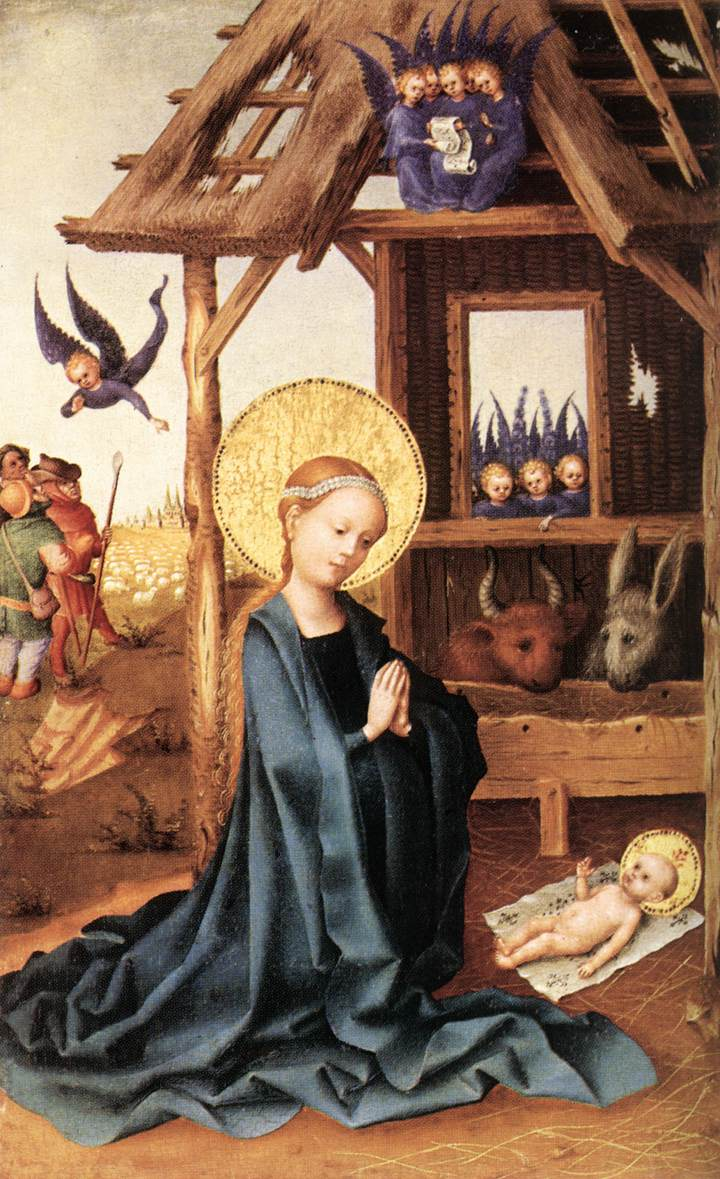
Stefan Lochner, Adoration de l'enfant Jésus, 1445, 36 × 23 cm, Alte Pinakothek, Munich

L'histoire de la localisation du Maître du Haut Rhin est étroitement liée à celle de l'œuvre servant habituellement à le désigner. C'est en 1841 que Franz Kugler réalise la première étude du Jardin de Paradis, même si ses publications, Geschichte der Malerei seit Constantin dem Großen (1847), et Kleine Schriften und Studien zur Kunstgeschichte, Zweiter Teil (1854), sont postérieures à cette date. Il situait le peintre à Cologne, et le considérait comme un contemporain de Stefan Lochner, tout en relevant des influences du Maître de sainte Véronique. Cette localisation est reprise au XIXe siècle par Heinrich Gustav Hotho ou Johann David Passavant, mais contestée par d'autres. Ainsi Alfred Lichtwark rapproche ce panneau de l'autel de l'Église saint Pierre de Francfort pour en situer l'origine dans la région du Rhin moyen, alors que Carl Aldenhoven le tient pour originaire de Westphalie.
Ce n'est qu'en 1905 que Carl Gebhardt, dans la revue Repertorium für Kunstwissenschaft, place le Jardin de Paradis dans la région du haut Rhin. L'hypothèse met cependant du temps à s'imposer : Karl Simon suppose encore, en 1911, que le tableau trouve son origine à Francfort-sur-le-Main, et Curt Glaser y voit, en 1924, une œuvre du Rhin moyen, avec des influences bourguignonnes. Le haut Rhin, toutefois, sera retenu par Ernst Buchner, André Girodie, ainsi que par Ilse Futterer, qui met en 1926 l'œuvre en relation avec les quinze panneaux du Retable de Tennenbach (ou Retable de Staufen), provenant de l'abbaye cistercienne de Tennenbach dans la Forêt-Noire, et désormais conservés au musée des Augustins de Fribourg-en-Brisgau, et à la Staatliche Kunsthalle de Karlsruhe, pour situer plus précisément le peintre dans la région de Strasbourg.
Cette dernière localisation recueille actuellement de très larges suffrages, notamment en raison de la présence authentifiée de deux autres panneaux, La Nativité de la Vierge, et Le Doute de Joseph, provenant vraisemblablement d'un grand retable, aujourd'hui disparu, consacré à la Vierge et peint pour l'ancien couvent de Saint-Marc à Strasbourg, avec lesquels Le Jardin de Paradis entretient des similitudes suffisamment remarquables pour qu'elles puissent servir de preuves.

## Caractéristiques stylistiques
Le style du Maître du Haut Rhin s'inscrit dans le courant du gothique international, et sa manière fait de lui un des meilleurs représentant du weicher Stil (« style velouté » en allemand).
Héritières de l'élégance et de la grâce courtoises, les formes sont claires et épurées, et le goût pour les couleurs pures se traduit par une prédilection pour le vert, le rouge, le bleu et le blanc. Mais c'est surtout la délicatesse avec laquelle sont représentées les personnages qui retient l'attention : visages poupons aux joues pleines, bouches et mentons petits, beaux yeux finement dessinés, têtes gracieusement penchées, mains aux doigts déliés, etc. Fond et forme se rejoignent pour créer une douce atmosphère de recueillement paisible et de méditation sereine.
Bien qu'aucun document ne permette de cerner avec précision les relations avec les autres peintres, le style du Jardin de Paradis est marqué par une évidente influence de l'enluminure française, et la composition de la Nativité de la Vierge est directement inspirée d'une fresque siennoise d'Ambrogio Lorenzetti réalisée en 1335 et aujourd'hui disparue, vraisemblablement par l'intermédiaire d'un recueil de dessins, ou de l'œuvre d'un suiveur, tel Andrea di Bartolo.

Comparaison
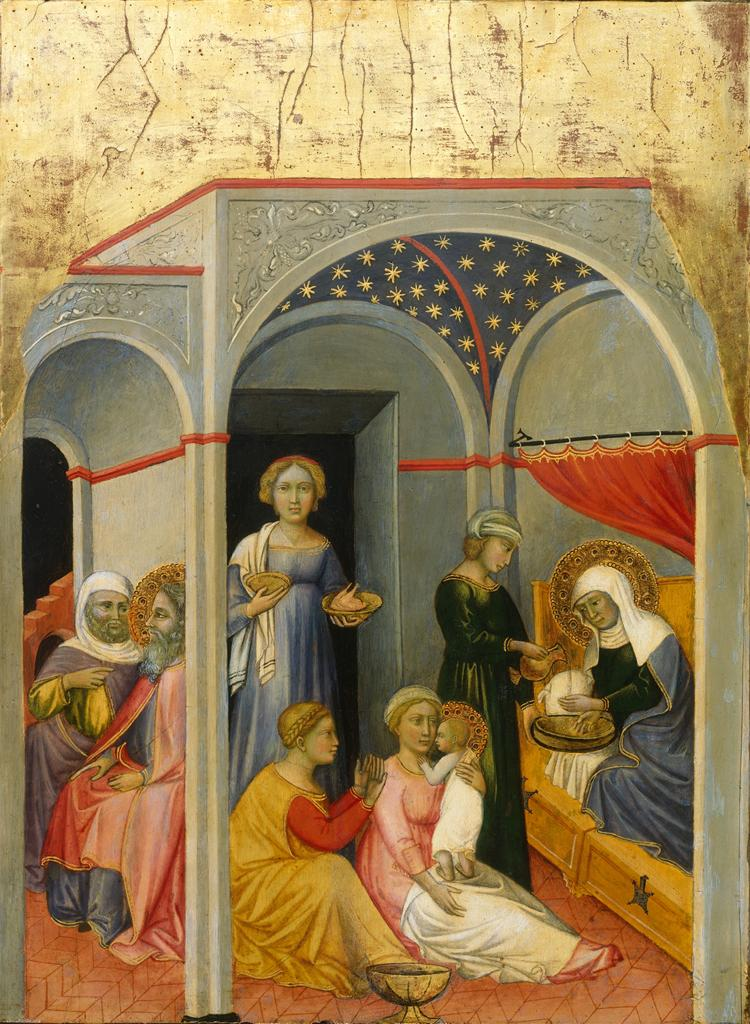
Andrea di Bartolo, Nativité de la Vierge, c. 1400, National Gallery of Art, Washington.
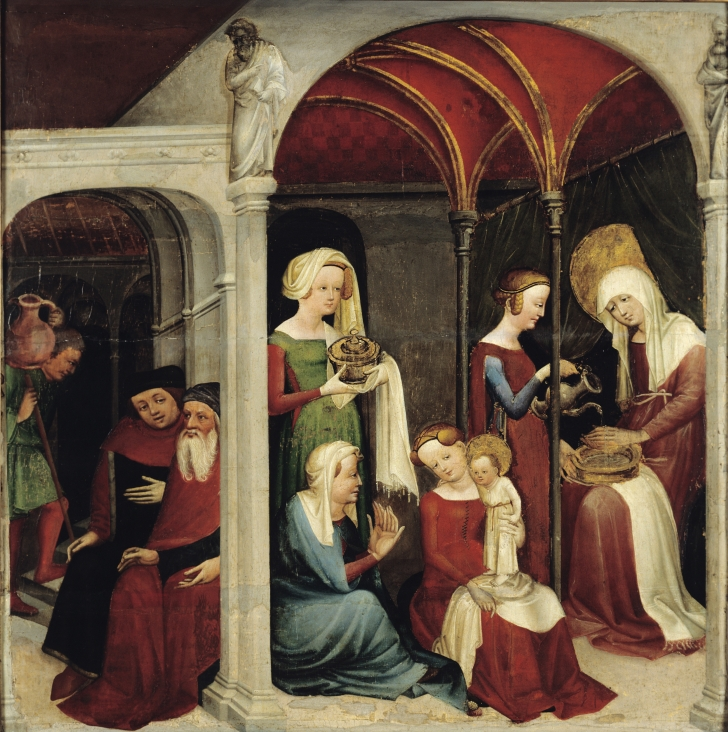
Nativité de la Vierge, vers 1410-1420, Musée de l'Œuvre Notre-Dame, Strasbourg.

Par ailleurs, l'attention aux détails, qui confère à chaque personnage une réelle intériorité, quand bien même toute notion d'individualité serait encore absente, et qui représente avec minutie la nature — végétaux et animaux étant clairement identifiables dans les scènes d'extérieur —, traduisent la diffusion des idées nouvelles de l'humanisme et de la Renaissance dans l'Europe rhénane du début du XVe siècle.

## Vaines tentatives d'identification du peintre et difficile établissement du corpus
Carl Gebhardt est le premier à rapprocher en 1905 le Jardin de Paradis de la Madone aux fraisiers du Kunstmuseum de Soleure, identifiant de plus, au terme d'une démonstration minutieuse, l'auteur des deux panneaux comme Hans Tiefental, documenté à Bâle, Strasbourg et Sélestat entre 1418 et 1448. Cette identification sera à nouveau défendue par Robert Suckale en 1998, mais catégoriquement réfutée par Philippe Lorentz, qui dénonce le manque total de preuves tangibles pour étayer cette théorie.
Le rapprochement qu'avait fait Carl Gebhardt entre le Jardin de Parais et la Madone aux fraisiers de Soleure sera confirmé par Ernst Buchner, mais nuancé par Ilse Futterer, qui, tout en reconnaissant les grandes similitudes unissant les deux œuvres, préfère voir dans la seconde un travail d'atelier.
En 1928, Walter Hugelshofer tient également pour une œuvre d'atelier L'Annonciation de la collection Oskar Reinhart de Winterthur, de même qu'Ilse Futterer, la même année, pour les deux panneaux du Doute de Joseph et de la Naissance de Marie du Musée de l'Œuvre Notre-Dame à Strasbourg.
Les quatorze panneaux de l'autel de Tennenbach, un temps intégré au corpus du Maître, semblent désormais à peu près unanimement écartées, pour être considérées comme l'œuvre de suiveurs, aux alentours de 1440.
En 1988, quatre nouveaux panneaux, représentant la Vie de saint Jean-Baptiste, apparaissent sur le marché de l'art parisien. Acquis par la Staatliche Kunsthalle de Karlsruhe, ils obligent les historiens d'art à réévaluer le corpus.
Désormais sont tenues de la main du Maître, outre Le Jardin de Paradis lui-même, les deux panneaux de Strasbourg, la Nativité de la Vierge et le Doute de Joseph, pour lesquels un consensus est largement acquis. On y ajoute, de façon moins certaine, la Madone aux fraises — que Philippe Lorentz considère de la main du maître, arguant de restaurations agressives pour justifier les différences de facture, notamment dans la carnation et le drapé de la Vierge —, et les quatre panneaux de la Vie de Joseph. L’Annonciation en revanche est désormais plutôt considérée comme une œuvre d'atelier, alors que le retable de Tennenbach ne serait, au mieux, qu'une œuvre postérieure, réalisée par un élève sorti de ce même atelier.
La bibliothèque de Colmar possède en outre une gravure sur bois qui entretient des similitudes troublantes avec La Vierge aux fraisiers, et qui tendrait à prouver l'influence et la popularité des œuvres du Maître dans sa région dans la première moitié du XVe siècle.

## Tableau des œuvres connues et attribuées
Du 28 mars au 6 juillet 2008, le Musée de l'Œuvre Notre-Dame de Strasbourg a réuni, pour l'exposition « Strasbourg 1400 », l'ensemble des œuvres attribuées au Maître ou à son entourage, excepté un volet du Retable de Tennenbach, demeuré à Fribourg-en-Brisgau, et l'Annonciation de la collection Reinhart de Winterthur. Le Jardin de Parais, pièce maîtresse de l'exposition prêtée par le musée Städel de Francfort-sur-le-Main, sortait à cette occasion pour la première fois d'Allemagne. L'événement a également permis de définitivement attribuer les deux panneaux du Musée de l’Œuvre Notre-Dame au Maître.
| Tableau | Titre                                                                       | Date           | Dimensions                                                                                         | Lieu d’exposition                                           |
| ------- | --------------------------------------------------------------------------- | -------------- | -------------------------------------------------------------------------------------------------- | ----------------------------------------------------------- |
|         | Le Jardin de Paradis                                                        | vers 1410-1420 | Technique mixte sur bois 26,3 × 33,4 cm                                                            | Städelsches Kunstinstitut, Francfort-sur-le-Main, Allemagne |
|         | Le Doute de Joseph                                                          | vers 1410-1420 | Huile sur panneau de sapin 114 × 114 cm                                                            | Musée de l'Œuvre Notre-Dame, Strasbourg France              |
|         | Nativité de la Vierge                                                       | vers 1410-1420 | Huile sur panneau de sapin 115 × 114 cm                                                            | Musée de l'Œuvre Notre-Dame, Strasbourg France              |
|         | La Madone aux fraisiers                                                     | vers 1420      | Tempera sur panneau de bois 145,5 × 87 cm                                                          | Kunstmuseum Solothurn, Soleure Suisse                       |
|         | Quatre panneaux de la Vie de saint Jean-Baptiste Volet gauche d'un retable, | vers 1410-1420 | Tempera et feuille d'or sur panneaux de hêtre 41,3 × 19 cm; 39,9 × 19 cm; 40,7 × 19 cm; 40 × 19 cm | Staatliche Kunsthalle, Karlsruhe Allemagne                  |
|         | Annonciation                                                                | vers 1430      | Tempera sur panneau de chêne 23,5 × 19 cm                                                          | Musée Oskar Reinhart « Am Römerholz », Winterthour Suisse   |

## Le Jardin de Paradisde Francfort
Le Jardin de Paradis (en allemand Paradiesgärtlein) est une peinture sur bois réalisée vers 1410 (technique mixte, 26,3 × 33,4 cm), et conservée depuis 1922 au Städel de Francfort. Elle a auparavant appartenu à la collection du maître confiseur et amateur d'art Johann Valentin Prehn (1749–1821).
Caractéristique du style gothique international, elle représente Marie lisant dans un jardin entouré d'une muraillée crénelée, accompagnée de six saints et saintes, et de l'enfant Jésus. Le tableau frappe par la délicatesse et la douceur avec lesquelles les personnages sont rendus, mais aussi par la fraîcheur de ses couleurs, où dominent le bleu, le blanc, le rouge et le vert. La nature y est rendue avec un soin minutieux : malgré la petitesse du format, végétaux, oiseaux et insectes y sont en effet nettement reconnaissables.
Conséquence vraisemblable de la Réforme qui bannit au siècle suivant les représentations sacrées, de nombreuses incertitudes demeurent cependant autour de l'œuvre, dont le peintre reste anonyme : ni le commanditaire, ni l'identification de tous les personnages, ni même sa signification exacte ne sont aujourd'hui encore définitivement établis.
Le format du tableau, aux dimensions très réduites, fait supposer une œuvre de dévotion privée, vraisemblablement commanditée par un personnage important, abbesse ou chanoinesse par exemple, dans la mesure où le thème marial était alors surtout repris par les couvents de femmes.

### Personnages

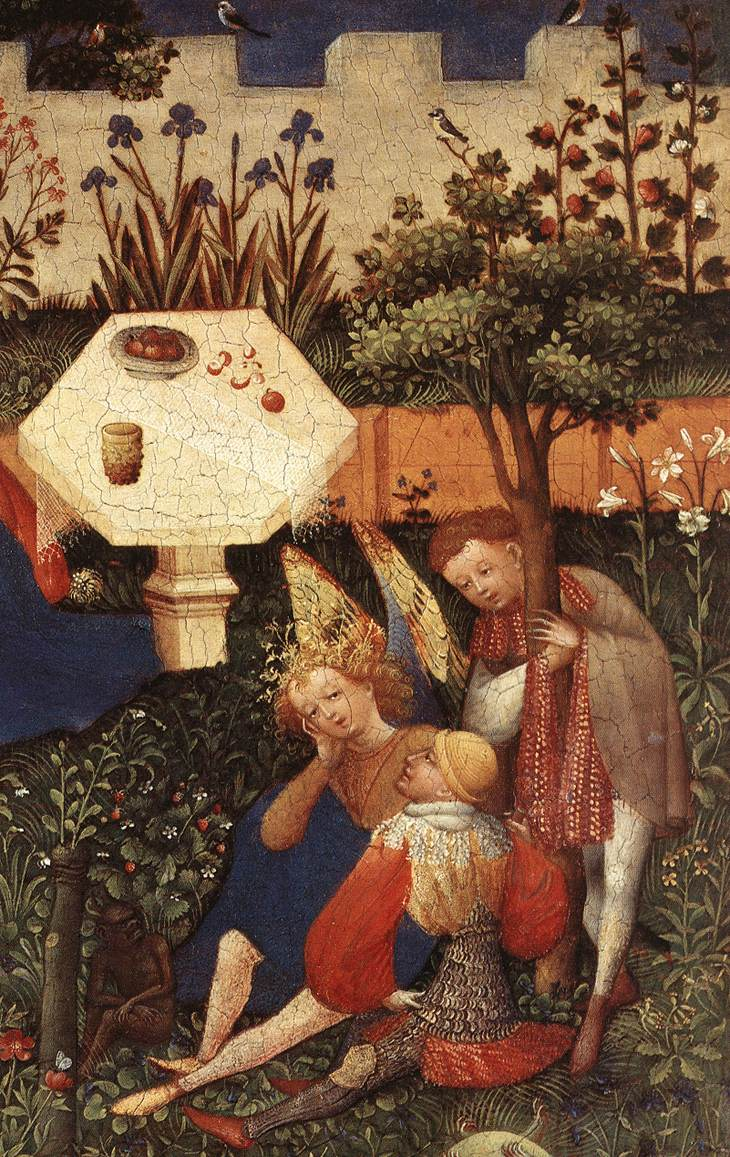
Détail des trois saints en conversation.

Contrairement aux conventions, Marie, le personnage le plus important, ne figure pas au centre du tableau, ni même dans l'axe vertical, ce qui tend à mettre en avant les relations qu'elle entretient avec les autres éléments de la composition. Outre l'enfant Jésus, on dénombre six autres personnages, trois femmes à gauche, vaquant chacune à des occupations différentes, et trois hommes à droite, en conversation. Seuls saint Michel archange, en raison de ses ailes irisées, et du petit démon noir qu'il a vaincu, figuré par un singe à ses pieds, et saint Georges, en raison du petit dragon qui gît mort sur le dos, derrière lui, sont identifiables avec certitude. Le troisième personnage, debout, et qui enserre le tronc d'un arbre, est parfois considéré comme saint Oswald, parfois comme saint Sébastien, saint Bavon, ou encore saint Laurent. Ces trois hommes, dont les habits sont nettement plus fouillés que les simples robes unies des femmes, pourraient être ceux qui ont vaincu les puissances diaboliques, pour assurer au jardin son atmosphère calme et paisible, selon un motif proche de la Sainte conversation.

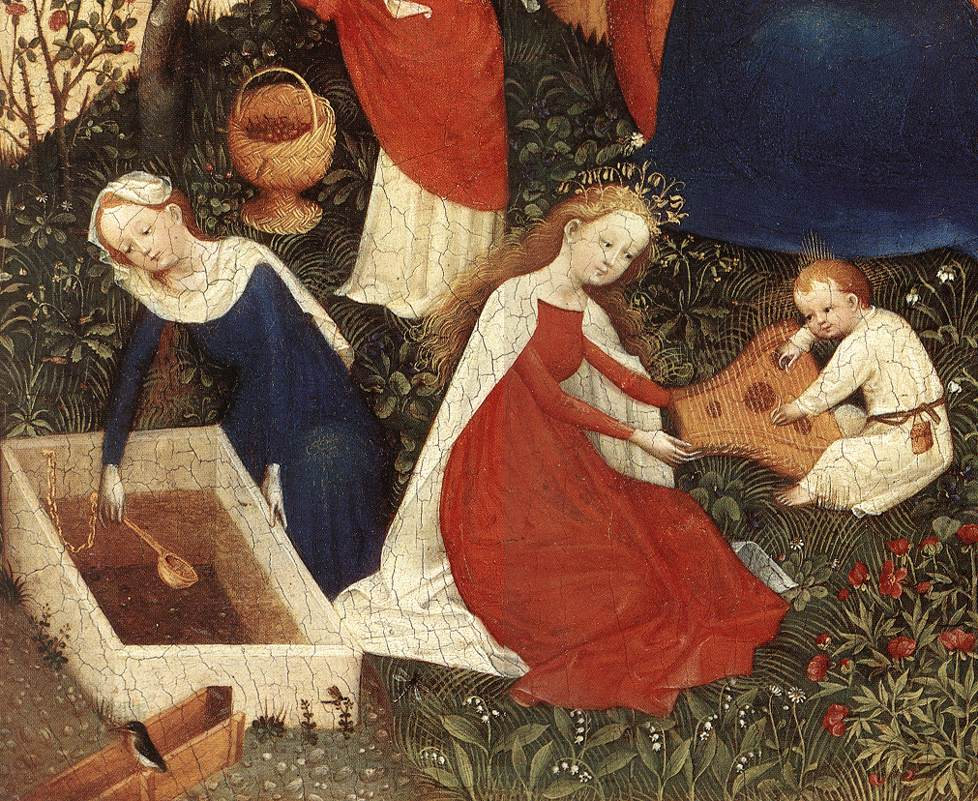
Détail des deux saintes du premier plan

Les trois femmes à gauche du tableau forment, avec l'enfant Jésus et la Vierge, un cercle élégant qui n'est pas sans rappeler les « cours d’amour », très répandues au Moyen Âge, et qui se retrouvent dans la gravure et les enluminures. Par les couleurs, les personnages se répondent deux à deux : le bleu traditionnel du manteau de la Vierge, le même que celui du ciel éclatant, correspond à la couleur de l'habit de la femme puisant de l'eau, alors que celles cueillant des cerises à l'arbre, et jouant du psaltérion avec l'enfant Jésus sont vêtues de rouge, la couleur du martyre. Le blanc de l'habit de l'enfant Jésus se retrouve sur les quatre femmes, Marie seule concentrant les trois couleurs dominantes, bleu, rouge et blanc, puisqu'elle tient entre les mains une Bible enluminée à la couverture rouge, et qu'elle est assise sur un large coussin rouge orné aux angles de glands dorés, posé à même le sol, en Vierge de l'humilité. Derrière elle, trois fleurs − deux crucifères et des iris − se détachent avec netteté au milieu du mur blanc du fond du jardin, pour reprendre les trois mêmes couleurs. Le sainte cueillant des cerises pour les mettre dans le pan de son vêtement relevé devant elle, avant de les déposer dans le panier en osier tressé qui est à terre, a pu être identifiée, sans certitude, comme sainte Dorothée. Celle puisant de l'eau dans un bassin rectangulaire à l'aide d'une louche dorée retenue par une chaînette, a été considérée comme sainte Barbe. La dernière, en raison du psaltérion qu'elle tient entre les mains, pourrait être sainte Cécile, ou, en raison du fait qu'elle s'occupe de l'enfant Jésus, sainte Catherine. Autre hyptohèse : il s'agirait des trois Maries, dans une préfiguration de la Passion.

### Jardin

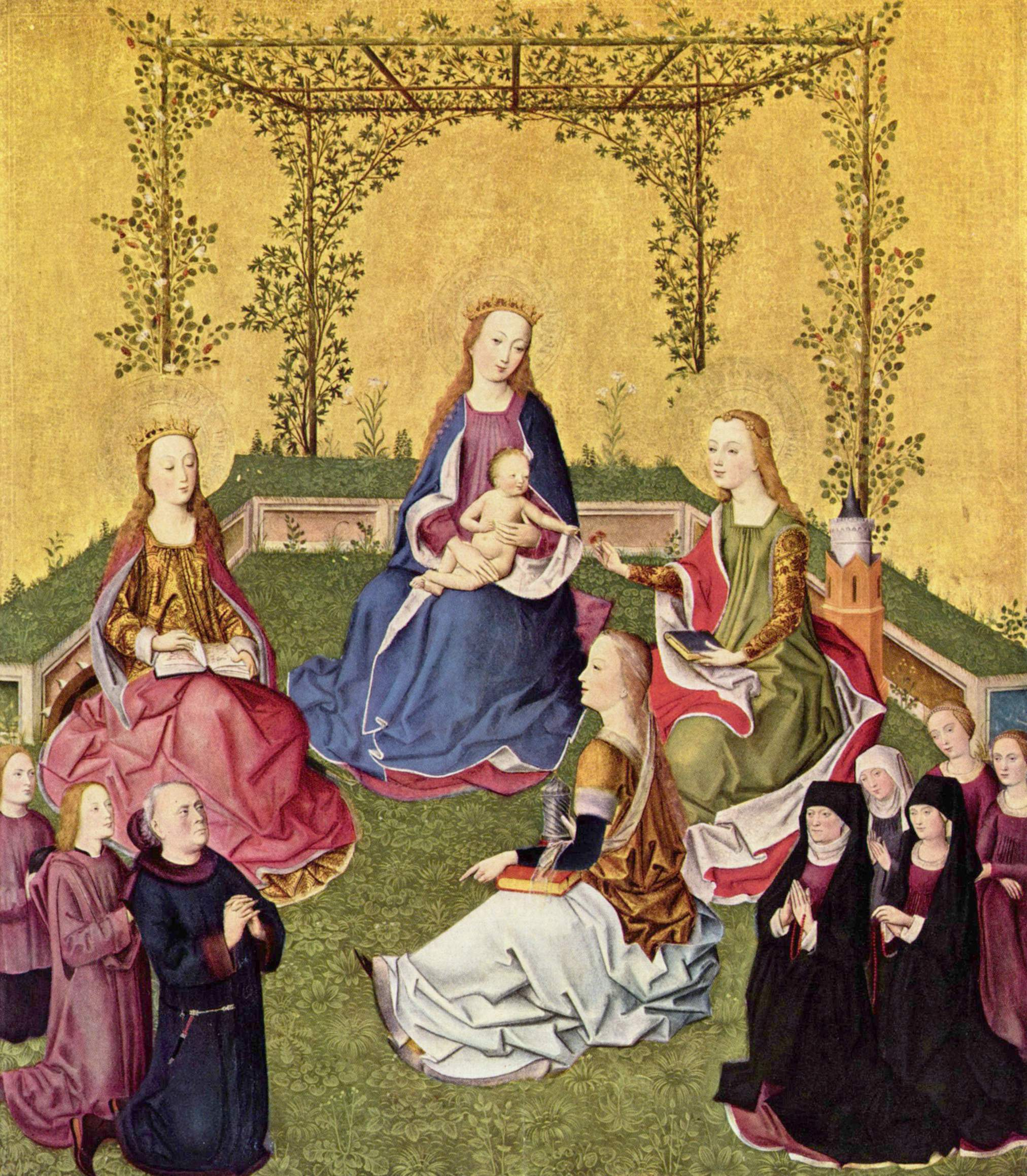
Motif du Jardin enclos dans une œuvre d'un peintre anonyme de Cologne, vers 1420-1430, 96 × 87 cm, Gemäldegalerie, Berlin

Les motifs de l'eau et des fruits se retrouvent sur la table octogonale blanche, sur laquelle sont posés, de part et d'autre d'un voile blanc, un gobelet ciselé et des fruits, dans un plat creux et directement sur la table, pelés ou entier. Le fruit entier pourrait être une grenade, à la symbolique chrétienne reconnue.
Nourritures sensuelles et spirituelles — avec la musique et la lecture du Livre sacré — se répondent et se complètent pour présenter une scène où le religieux et la dévotion se mêlent aux références profanes courtoises, dans une hésitation entre le Jardin de Paradis et le Jardin d'Amour. De même, la représentation de la nature allie souci du détail réel et symbolisme religieux. La muraille blanche à créneaux qui délimite le jardin pourrait renvoyer à l'hortus conclusus (« jardin enclos »), métaphore de la virginité de Marie.
Quatre arbres sont représentés, dont un à l'extérieur du jardin, à l'arrière-plan. Celui au premier plan, aux pieds de saint Michel et Georges, est un tronc étêté, au sommet duquel poussent deux jeunes rameaux. Ceci peut évoquer la technique des arbres têtards, mais aussi se charger d'un symbolisme religieux, pour figurer Marie et Jésus, dont l'alliance serait également représentée dans les deux troncs enlacés du cerisier à gauche.

### Espèces végétales

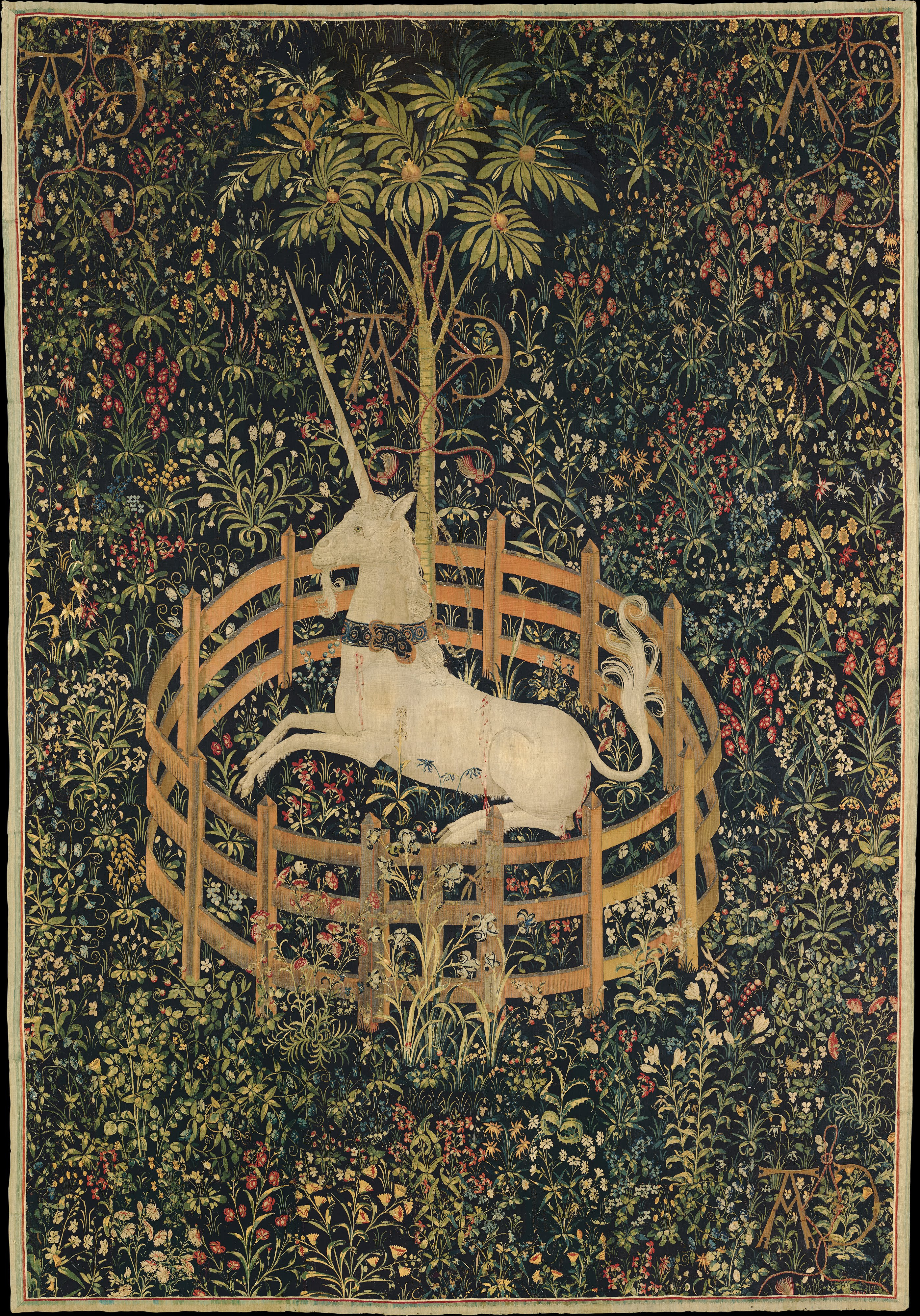
Tapisserie « mille-fleurs » : ateliers de Bruxelles ou de Liège, La Licorne captive, vers 1500, The Cloisters, Metropolitan Museum of Art, New York

Le jardin idéalisé, Éden, Paradis, ou Jardin d'Amour, est tapissé d'espèces végétales reconnaissables, dans un style qui pourrait préfigurer l'art des mille-fleurs. Du vert de la végétation ressortent les taches bleues, rouges, blanches et jaunes des fleurs. On a ainsi pu notamment identifier, de gauche à droite, le coucou, le rosier, la véronique, le lamier pourpre, l'œillet, la violette, le muguet, la marguerite (ou l'aster), la pâquerette, la pivoine, la nivéole de printemps (ou la perce-neige), la giroflée (ou la ravenelle, ou la julienne des dames, de la famille des crucifères), l'iris, le fraisier des bois (fleurs et fruits), la pervenche, l'ancolie, la moutarde, le lys, la rose trémière (rose et blanche).
Certaines fleurs sont chargés d'une symbolique mariale, tels le lys évoquant la pureté de Marie, le rosier — rappelant le motif de la Vierge à la rose — ou encore la pivoine, l'ancolie, la violette ou la pâquerette. D'autres, comme la pivoine ou le coucou, peuvent évoquer, par leurs vertus médicinales, la pureté du jardin de Paradis, et le pouvoir de guérison de la Grâce. Toujours est-il que la profusion de la nature, et le principe du symbolisme que propageront les primitifs flamands par exemple, créent une tentation à l'interprétation iconographique, en même temps qu'ils incitent à la prudence.

### Insectes et oiseaux
Les animaux ne sont pas oubliés, à travers les insectes, libellules (juste devant le bassin d'eau), et piéride du chou (devant le tronc étêté), mais surtout les treize oiseaux, tous d'espèces différentes, qui peuplent le jardin. On a ainsi pu reconnaître, de gauche à droite, la mésange charbonnière, le martin-pêcheur, le loriot d'Europe, le bouvreuil pivoine, le pinson des arbres, le rouge-gorge familier, le pic épeiche, le jaseur boréal (?), le chardonneret élégant, la mésange à longue queue (en dépit d'une faute d'échelle ?), la mésange bleue, la huppe fasciée, le merle noir (picorant juste derrière le mollet du saint enlaçant l'arbre).